# ماتیاس بیللن
ماتیاس بیللن (انگلیسی: Matthias Billen; ۲۹ مارس ۱۹۱۰ – ۱ ژوئیهٔ ۱۹۸۹) بازیکن فوتبال اهل آلمان بود.
از باشگاه‌هایی که در آن بازی کرده‌است می‌توان به باشگاه فوتبال اسنابروک اشاره کرد.
وی همچنین در تیم ملی فوتبال آلمان بازی کرده‌است.